# Скопски миней
Скопският миней e среднобългарски книжовен паметник от XIII век. Той е най-ранният запазен български и изобщо южнославянски миней.
Написан е на кирилица с глаголически вписвания. В многото преписи има следи от глаголица, което се смята за характерна черта за паметници от югозападните български земи. Скопският миней представлява ценен паметник за историята на българския език. Като повечето старобългарски ръкописи съдържа служби за българските светци Константин-Кирил Философ, Иван Рилски, Петка Търновска и други. Спада към значимите ръкописи с музикална нотация.
Ръкописът е бил притежание на българската митрополия в Скопие. Сега се съхранява в Национална библиотека „Св. св. Кирил и Методий“ под № 522.